# Лузитанская саламандра
Лузитанская салама́ндра, или золотистополосая саламандра (лат. Chioglossa lusitanica) — редкое хвостатое земноводное из семейства настоящих саламандр . Вид выделяется в монотипный род Chioglossa. Относится к категории уязвимых видов (англ. Vulnerable) по классификации МСОП.

## Описание
Длина тела 15—16 см. У взрослых особей длина хвоста составляет две трети от общей длины. Глаза выпуклые. На передних лапах по 4 пальца, на задних — по пять. Окрашена в чёрный цвет, по спине проходят две продольные золотистые полоски. Иногда вместо полосок на теле продольный ряд золотистых пятнышек. По всей спине рассыпаны мелкие синие пятнышки. Брюшко тёмно-серое, горло окрашено в более светлый серый цвет. Половой диморфизм проявляется в виде вздувшейся клоаки у самцов в брачный период.
Интересной особенностью лузитанской саламандры является её язык, который прикреплён как у лягушек — передним концом, и при ловле добычи саламандра выбрасывает его вперёд на 2—3 см.

## Ареал
Обитает в северной части Португалии и Испании.